# 톱머리항
톱머리항은 전라남도 무안군 망운면 피서리에 위치한 어항이다. 2005년 4월 27일 지방어항으로 지정되었다. 시설관리자는 무안군수이다.

## 어항 시설
- 선착장 50m, 방파제227m

## 어항구역
본 항의 어항구역은 다음과 같다.
- 항 북측 호안 ㉮점( X=163,326.620, Y=144,148.210)에서 동북쪽 12.9°방향 94m ㉯점 (X=163,347.515, Y=144,148.210), 동남쪽 방향 451m ㉰ 점 (X=163,051.978, Y=144,580.023), 동남쪽 방향 68m ㉱점 (X=162,986.064, Y=144,564.552), 동남쪽 방향 48m ㉲점(X=162,938.665, Y=144,569.707) 동남쪽 방향 78m ㉳점(X=162,867.002, Y=144,599.971), 동남쪽 방향 87m ㉴점 (X=162,782.306, Y=144,581.056)에서, 서북쪽 방향 180m ㉵점 (X=162,839.316, Y=144,410.726)에서, 서북쪽 방향 180m ㉶점(X=163,220.336, Y=144,410.726)을 연결한 선내 공유수면과 인근 배후지

## 개발계획
- 2009년 7월 27일 고시된 톱머리항의 개발계획(개략공사비 56억원)은 다음과 같다.[2]
  - 방파제: 제간부(90m), 제두부(10m)
  - 접안시설: 물양장(110m)
  - 기타: 배후부지조성(3,640m2), 상치콘크리트(925m2)

## 주요 어종
- 낙지, 숭어, 돔, 갯지렁이